# تحطيب

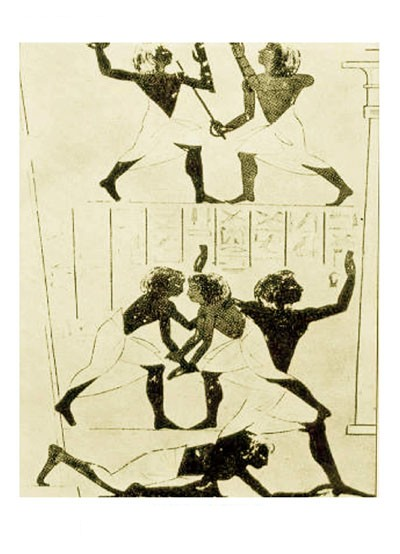
مقبرة آمينو موزا غرب الأقصر - الأسرة التاسعة عشر

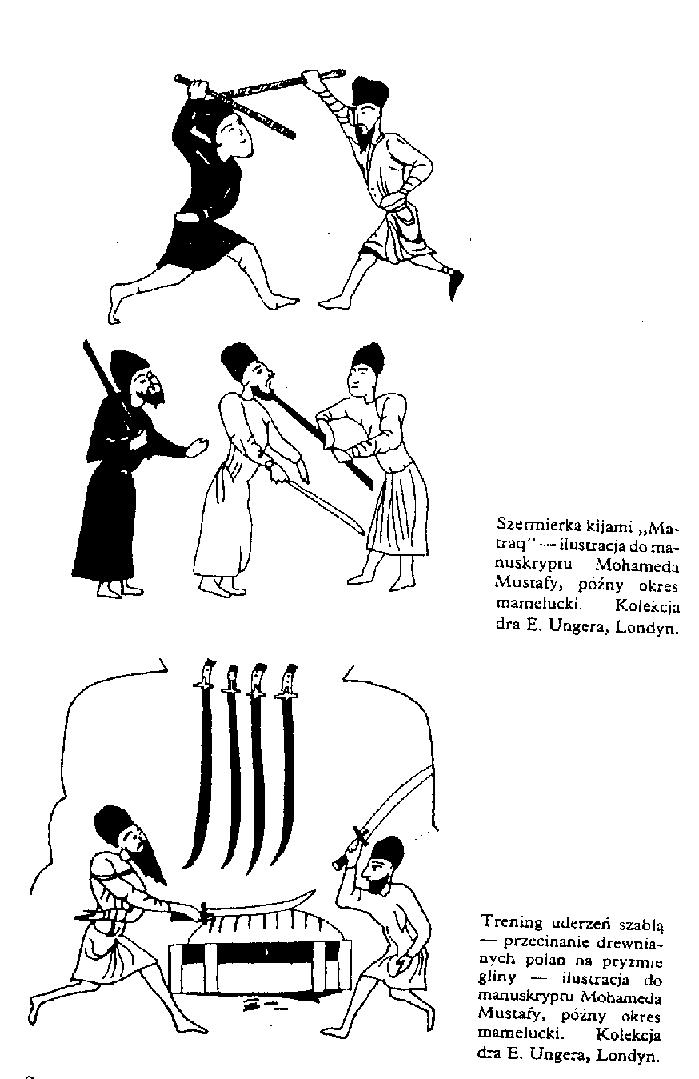
من إحدى مخطوطات المماليك.

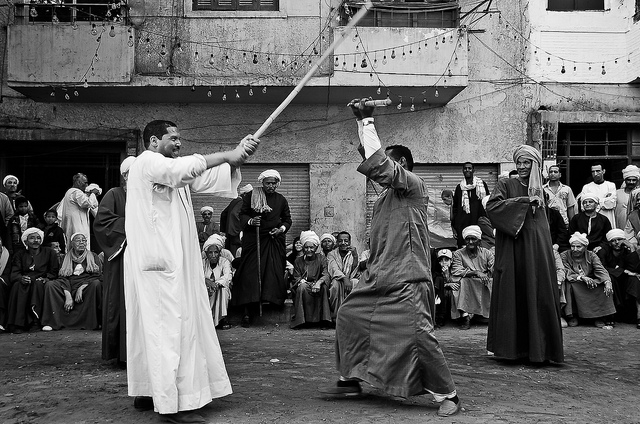

التحطيب هو مصطلح يشير إلى فنون القتال التقليدية بالعصي المستمدة من الأصول المصرية القديمة المسمى في الأصل «فن النزهة والتحطيب» («فن الاستقامة والصدق من خلال استخدام العصا»). تطورت النسخة العسكرية الأصلية من التحطيب لاحقًا إلى رقصة شعبية مصرية بعصا خشبية. يوصف عادة بـ «رقصة العصا»، «رقصة القصب»، أو كطقوس قتال وهمي مصحوبة بالموسيقى. في الوقت الحاضر، تشمل كلمة «تحطيب» كلا التدريبات العسكرية وفن الأداء. يُمارس اليوم بشكل رئيسي في صعيد مصر. ويتم تنفيذ شكل نوبي من التحطيب يتم إجراؤه بانتظام للسياح في أسوان صور المصريين القدماء هذه الرياضة على جدران معابدهم وكانوا يهتمون بتعليمها للجنود.

## التاريخ

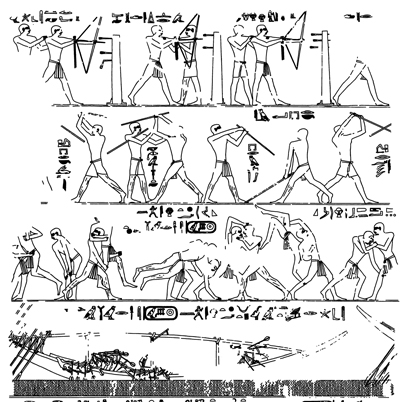
نقوش في مقبرة أبو صير تُظهر مشاهد الرماية والمصارعة والقتال بالعصي

تم العثور على أقدم آثار التحطيب في مصر القديمة على نقوش من موقع أبو صير الأثري، وهي مقبرة واسعة من فترة المملكة المصرية القديمة، وتقع في الضواحي الجنوبية الغربية من القاهرة. على بعض النقوش البارزة في هرم ساحورع (الأسرة المصرية الخامسة، حوالي 2500 قبل الميلاد)؛ الصور والتعليقات التوضيحية دقيقة ودقيقة بشكل خاص في تصويرها لما يبدو أنه تدريب عسكري باستخدام العصي. كان التحطيب، مع الرماية والمصارعة، من بين التخصصات الثلاثة للحرب التي تدرس للجنود.
ثلاثة من 35 مقبرة لمقبرة بني حسن (الأسرات الحادية عشر والثانية عشر، 1900 - 1700 قبل الميلاد) بالقرب من مدينة المنيا، تحتوي على نقوش تُظهر مشاهد التحطيب. يمكن رؤية نقوش مماثلة في الموقع الأثري تل العمارنة (الأسرة المصرية الثامنة عشر، 1350 قبل الميلاد)، على بعد 60 كم جنوب المنيا. بالإضافة إلى دورها كتدريب عسكري، كانت مباريات التحطيب شائعة أيضًا بين الفلاحين والمزارعين. لا يمكن رؤية أول دليل على التمثيل الاحتفالي للتحطيب إلا في المملكة المصرية الحديثة، كما يتضح من النقوش على جدران الأقصر وسقارة تذكر الكتابات المسيحية المبكرة التحطيب كنشاط ترفيهي وفن شعبي يقوم به الرجال أثناء الأعراس والاحتفالات. يُعتقد أن التحطيب تطورت كلعبة أو فن أداء في هذا السياق المدني.
التحطيب المصري جذور قديمة ومتأصلة في التاريخ فقد بدأ منذ العصر المصري القديم كطقس من الطقوس المنتظمة التي تؤدى في الأعياد الدينية، وبدلا من العصي الخشبية كانوا يستخدمون لفافات البردي الكبيرة حتى لا يصاب المتبارين بالأذى وكان اللاعب يستخدم لفافتين بدلا من واحدة بالإضافة للخلفية الموسيقية. ثم جاء تطور التحطيب باختزال اللفافتين إلى واحدة ثم تحويلها إلى عصى بتطور استخداماتها في مجال الدفاع عن النفس.

## الأداء
كما هو الحال مع نظيره القتالي، كان شكل الرقص من التحطيب يؤديه في الأصل من قبل الرجال، ولكن تم تطوير النسخ النسائية في وقت لاحق. في أحد الأشكال، ترتدي النساء زي الرجال ويقلدن الذكور. يتم تنفيذ البديل الأنثوي الآخر بشكل غزلي وبأقل عدوانية. تم دمج هذه الأخيرة، المسماة «رقصة العصا»، في عروض الكباريه أو عروض الرقص الشرقي. عادة ما تكون العصا المستخدمة في هذه الرقصة خفيفة الوزن ومثبتة في أحد طرفيها مثل العصا. غالبًا ما يتم تزيينه بورق أو ترتر بلون معدني. الزي هو فستان بلدي بسيط. تشمل العروض موازنة العصا على الرأس أو الورك أو الكتف.

### الموسيقى
تتميز الموسيقى في التحيب بـ «الطبل» (طبلة الجهير) وميزمار (المزمار الشعبي). تستخدم اليد اليمنى عصا أثقل برأس معقوف لضرب الدوم (الصوت العميق الناتج عن ضرب مركز الأسطوانة) الذي يحرك نبضات الإيقاع، بينما تستخدم اليد اليسرى غصينًا خفيفًا كمفتاح لإنتاج «تاكس» متقطع سريع النيران (الصوت الأعلى من ضرب حافة الأسطوانة).

### التحطيب الحديث
التحطيب الحديث هو محاولة لإعادة استكشاف مصادر التحطيب كفن قتالي، ولإثرائهم كممارسة عسكرية من خلال تدوين التقنيات وتعليمها هيكليًا. كما هو الحال في التحطيب التقليدي، الهدف الرئيسي هو رأس الخصم، حيث يعتبر الجزء الأكثر هشاشة وضعفاً في الجسم. وبالتالي، تدور التقنيات حول حماية رأس الفرد أثناء الوصول إلى رأس الخصم. يمكن تحقيق النصر إما بلمسة واحدة نظيفة للرأس أو ثلاث لمسات للجسم. على عكس نظيرتها التقليدية، فإن التحية الحديثة تسمح لكل من النساء ورجال للتدرب في مجموعات مختلطة.